# 階段の聖家族
『階段の聖家族』（かいだんのせいかぞく、仏: La Sainte Famille à l'escalier、英: The Holy Family on the Steps）は、17世紀フランスの巨匠ニコラ・プッサンが1648年にキャンバス上に油彩で制作した絵画である。2点のヴァージョンがあり、1点はワシントン・ナショナル・ギャラリーに、もう1点はクリーブランド美術館に所蔵されている。プッサンが1640年代末から1650年代初めにかけて描いた一連の聖家族主題の絵画の中で最初のもので、画家の古典的形式を示す優れた作例となっている。

## 来歴
ワシントンにある作品は最初、おそらくモルガール侯爵 (Marquis de Mauregard) のジャック・アムロ・ド・キユー (Jacques Amelot du Quillou) の所有であった。その後、様々な所有者を経たが、1949年にニューヨークのサミュエル・ヘンリー・クレス財団に売却され、 1952年に同財団からナショナル・ギャラリーに寄贈された。
クリーブランドの作品は、ピエール・エヌカン・ド・フレーヌ (Pierre Hennequin de Fresne) のために描かれた。その後、幾度か売却され、1944年にはパリのベルタン＝ムロー (Bertin-Mourot) のコレクションに入ったが、1982年にクリーブランド美術館に売却された。

## 作品
この絵画は一見簡素な構図ながら、聖家族の人類救済における役割を表している。階段のある宮殿の前に、イエス・キリストを膝の上に載せた聖母マリアが座っている。左側では聖母マリアの従姉妹エリサベトが身体を前方に伸ばし、イエスの将来の死を予見している。その右にいるのはエリサベトの息子の洗礼者ヨハネである。彼は、エデンの園からの人間の堕落を象徴するリンゴをイエスに差し出している。画面右側の陰の中では聖ヨセフが横向きに座っている。ヨセフは手にコンパスを持っているが、それは大工としての彼の職業を表すと同時に神を象徴する。階段の下の右手にある2つの容器には乳香と没薬が入っていると思われ、左手の籠の中にはリンゴが見える。おそらく、これらの容器は古代の作例から採られたものであるが、マギ (イエスを礼拝しにやってくる東方三博士) の貢ぎ物に関連するのであろう。
この絵画には図像学的解釈がなされている。それによれば、大工のヨセフは建築的、幾何学的理知を象徴し、隙もなく完成した宮殿は『旧約聖書』の秩序ある世界を表す。そこに『新約聖書』の世界をもたらすイエスが生まれ、旧約の世界の上に聖母子が光を浴びて君臨する。マリアは聖母というより女王のごとき姿である。一方で、マリアはルネサンス以来、「天国にいたる階段」そのものに比喩されることが多く、この認識が階段のある画面に示される。聖母は神がこの世に降下してくる階 (きざはし) であり、また人間が天国へ上りゆくための道でもある。画中の人物群は、下方から仰ぎ見られるために鑑賞者に対する心理学的効果を高めている。

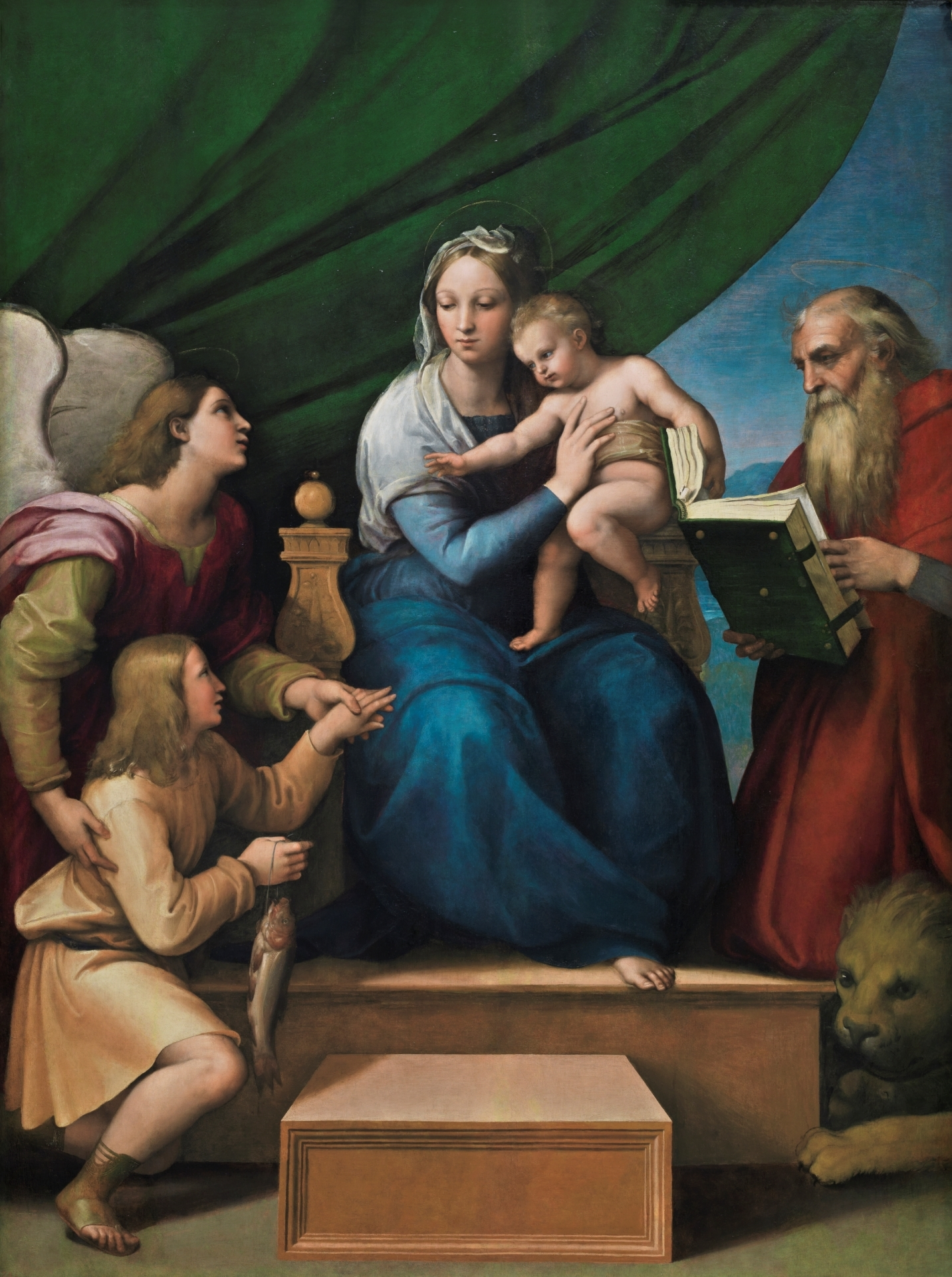
ラファエロ・サンティ『魚の聖母』 (1513-1514年)、プラド美術館、 マドリード

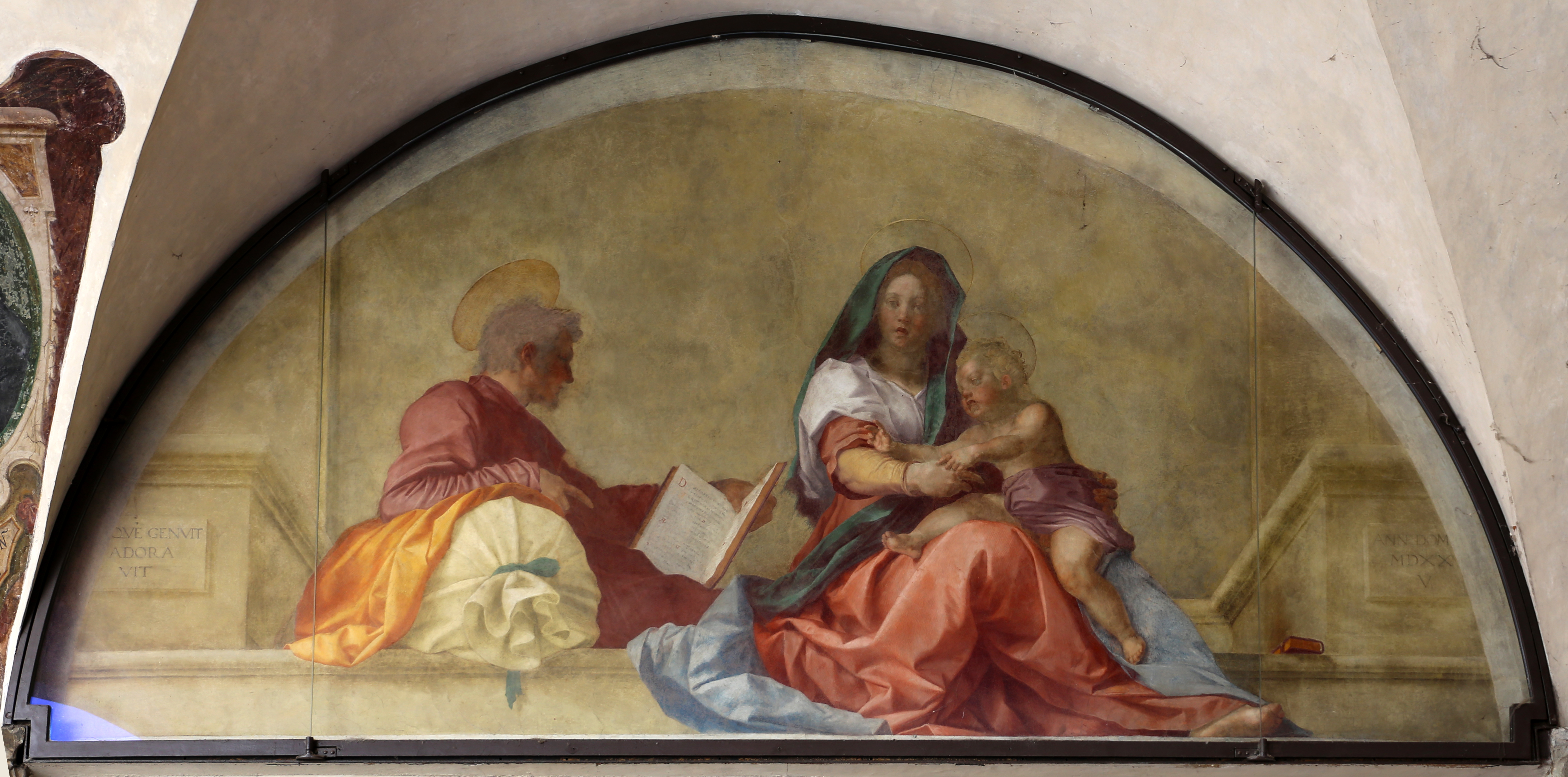
アンドレア・デル・サルト『袋の聖母』 (1525年)、サンティッシマ・アヌンツィアータ教会、 フィレンツェ

本作の人物像とその群像構成は、明らかに盛期ルネサンスの範例に倣ったものである。エリサベトの衣服の黄色、聖母の衣服の青色、ヨセフの衣服の濃い褐色という強烈な色彩は、背景をなす建築の明るい黄褐色からはっきりと浮き出して見える。背景をなす建築物や事物は、この絵画の基本となっている水平線的構成に対して垂直線を強調し、前景を引き立てていると同時にコントラストもなしている。このような立方体的要素は本作と同時期のプッサンの多くの作品に見られるが、本作では特に強調されている。厳格な画面をやわらげているのは、咲いた花のある壺の光を照り返す丸い表面と、しなやかに曲線を描く人物たちの動作である。
階段を背景とした聖母子像としては、ミケランジェロの『階段の聖母』 (ブォナローティの家、フィレンツェ)、アンドレア・デル・サルトの『階段の聖母』 (プラド美術館、マドリード) と『袋の聖母』 (サンティッシマ・アヌンツィアータ教会、 フィレンツェ) があげられる。また、この絵画の聖母子像自体はラファエロの『魚の聖母』 (プラド美術館、マドリード) に結びつけられているが、とりわけ『袋の聖母』に近い。